# ۸۸۵ (میلادی)
۸۸۵ (میلادی) هشتصد و هشتاد و پنجمین سال تقویم میلادی است.

## درگذشتگان
‎